# Ann Ricour
Ann Ricour (1966) is een Vlaamse regie-assistente en actrice die op haar dertiende en veertiende Carolientje speelde in de reeks Carolientje en kapitein Snorrebaard waarin haar vader Paul Ricour Kapitein Snorrebaard speelde.
Naast gastrolletjes in Merlina en Postbus X kent men Ricour vooral van Tik Tak, waarin ze de schaduwfiguur speelt, die op het einde verschijnt in het opengeslagen boek. Ricour studeerde nadien regieassistentie aan het RITS in Brussel en werkte achter de schermen van televisieshows en fictiereeksen als RIP, Windkracht 10, F.C. De Kampioenen en Hof van Assisen.